# 下萊茵大公國
下萊茵大公國（德語：Großherzogtum Niederrhein），又稱下萊茵省（Provinz Niederrhein），是普魯士王國的一個省，存在於1815年—1822年。該省是在1815年維也納會議之後創建的，弗里德里希·威廉三世在該會議上被授予萊茵蘭，並獲得了下萊茵大公的稱號。這使普魯士得以鞏固其自1803年以來佔據的萊茵領土，例如特里爾選帝侯、曼德沙伊德伯國、斯塔夫洛-馬爾梅迪公國、以前的亞琛自由市、盧森堡和林堡的部分地區，以及其他一些小領土。1816年4月22日，這些地區合併為下萊茵大公國，省會位於科布倫茨。
1822年6月22日，根據普魯士內閣的命令，該省與鄰近的（下級）於利希-克萊沃-貝格省合併為萊茵省，前公國為萊茵省的上部。